# Conflicto de Hawija
El conflicto de Hawija, también llamado masacre de Hawija; se refiere a una serie de hechos violentos que acontecieron la zona norte de Irak en las fechas del 23 al 26 de abril de 2013, lo cual fue el inicio de las insurrecciones de civiles armados y la aparición de grupos paramilitares de tendencia religiosa posterior a la retirada estadounidense de Irak. El 23 de abril una incursión del reciente creado nuevo ejército iraquí entró por la fuerza a un campamento de protestas sunnitas que reclamaban mejor trato por parte del gobierno, el campamento estaba ubicado en la ciudad de Hawija, en el campamento se escondía guerrilleros iraquíes que respondieron a la intervención del ejército, al final lo que debió ser solo una dispersión de manifestantes terminó en una batalla de tendencia sectaria, recién el 27 de abril el ejército pudo dispersar a los guerrilleros, el combate acabó con la vida de más de 300 personas y heridos a otras 600.

## Consecuencias
Algunos politólogos aseguran que lo sucedido en Hawija fue el principal detonante para la aparición de grupos de oposición armados que luego recurrieron a tácticas terroristas para provocar inestabilidad en el gobierno lo que finalmente desembocaría al año siguiente en la guerra civil iraquí, también concuerdan que la masacre demostró la alta violencia sectaria ente diversos grupos étnicos y religiosos que Estados Unidos había prometido solucionar luego de la guerra de Irak en 2003 y lo que al final jamás paso.